# 姚以壮
姚以壮（1925年—1973年），曾用名姚育壮，笔名云月，男，祖籍山西平遥，生于陕西靖边，中国剧作家，曾任中国电影工作者协会理事，第三届全国人大代表。